# Xanthorhoe buntibasa
Xanthorhoe buntibasa là một loài bướm đêm trong họ Geometridae.